# ريتشارد غاريك
ريتشارد غاريك (بالإنجليزية: Richard Garrick)‏ مواليد 27 ديسمبر 1878 في مقاطعة وترفورد، جزيرة أيرلندا - الوفاة 21 أغسطس 1962 في هوليوود، الولايات المتحدة، هو ممثل أمريكي بدأ مسيرته الفنية سنة 1900.

## الأعمال
- عربة اسمها الرغبة
- الوضع الراهن
- فيفا زباطة
- ادعني مدام
- شرق عدن
- وجوه حواء الثلاثة

## روابط خارجية
- ريتشارد غاريك على موقع IMDb (الإنجليزية)
- ريتشارد غاريك على موقع ألو سيني (الفرنسية)
- ريتشارد غاريك على موقع أول موفي (الإنجليزية)
- ريتشارد غاريك على موقع قاعدة بيانات برودواي على الإنترنت (الإنجليزية)
- ريتشارد غاريك على موقع قاعدة بيانات الأفلام السويدية (السويدية)
- ريتشارد غاريك على موقع قاعدة بيانات الفيلم (الإنجليزية)
- ريتشارد غاريك على موقع كينوبويسك (الروسية)